# Любимово
Люби́мово (рос. Любимово) — село у складі Далматовського району Курганської області, Росія. Входить до складу Уксянської сільської ради.
Населення — 885 осіб (2010, 1051 у 2002).
Національний склад станом на 2002 рік: росіяни — 93 %.